# Drupadia
Drupadia là một chi bướm ngày thuộc họ Lycaenidae.

## Các loài
- Drupadia cinderella Cowan, 1974
- Drupadia cindi Cowan, 1974
- Drupadia cineas (Grose-Smith, 1889)
- Drupadia cinesia (Hewitson, 1863)
- Drupadia cinesoides (de Nicéville, 1889)
- Drupadia estella (Hewitson, 1863)
- Drupadia hayashii Schroeder & Treadaway, 1989
- Drupadia johorensis (Cowan, 1958)
- Drupadia niasica (Röber, 1886)
- Drupadia ravindra (Horsfield, [1829])
- Drupadia rufotaenia (Fruhstorfer, 1912)
- Drupadia scaeva (Hewitson, 1863)
- Drupadia theda (C. & R. Felder, 1862)

## Hình ảnh

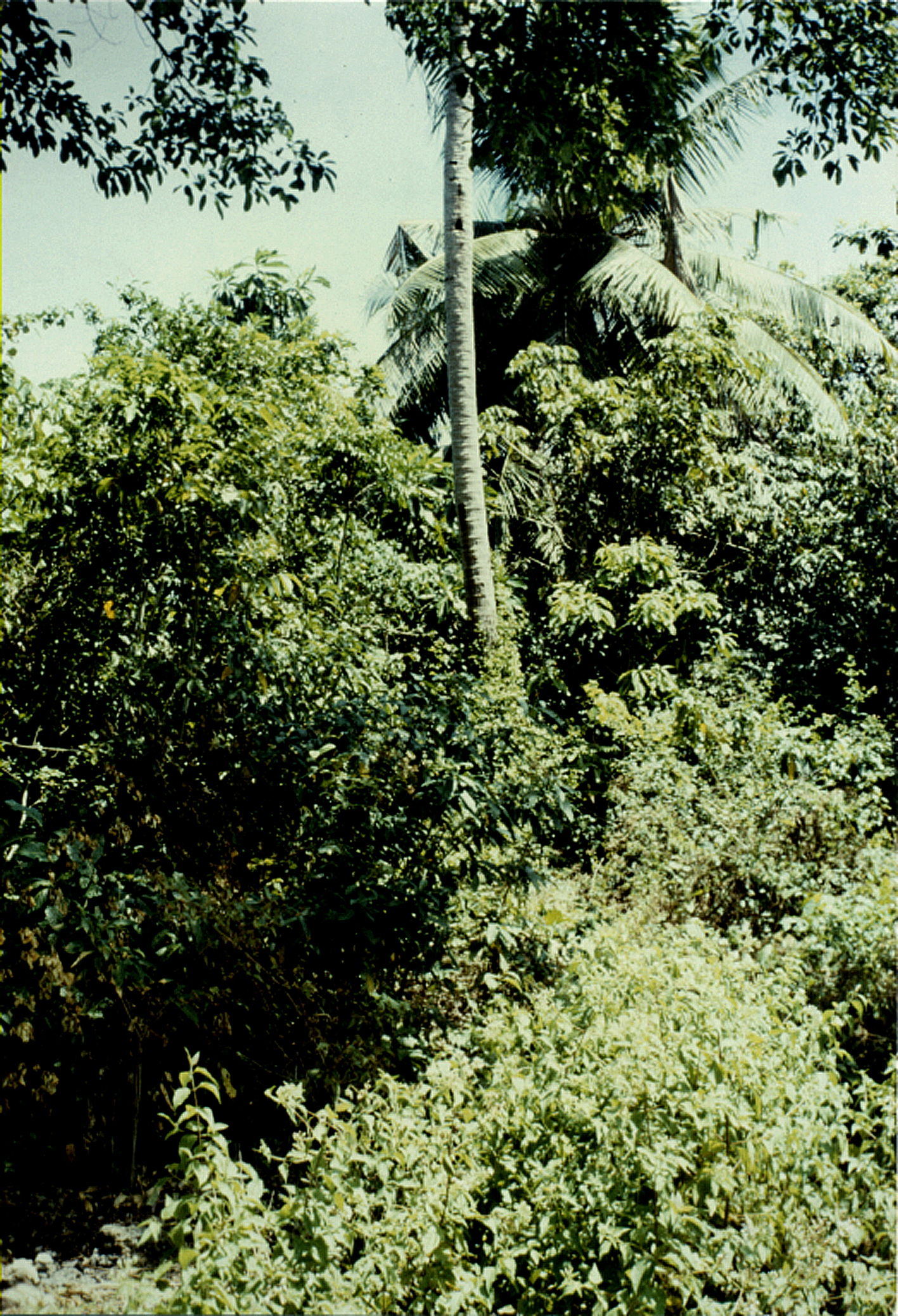